# Lipanimal
Lipanimal (en népalais : लिपनीमाल) est un comité de développement villageois du Népal situé dans le district de Bara. Au recensement de 2011, il comptait 7 881 habitants.